# Птелеа (Грчка)
Птелеа (грч. Πτελέα) је насељено место у општини Кожани у периферији Западна Македонија, Грчка. Према попису из 2021. године било је 112 становника.
Према бугарском географу и историчару, Василу Канчову, у Птелеји је 1900. године живело 197 Турака. Године 1923. турско становништво је принудно исељено у Турску а на њихово место су насељене караманлијске избегличке породице, којих је на попису из 1928. било 135. Село се раније звало Сармусалар.